# Districtul Khlong Khuean
Khlong Khuean (în thailandeză คลองเขื่อน) este un district (Amphoe) din provincia Chachoengsao, Thailanda, cu o populație de 13.164 de locuitori și o suprafață de 127,4 km².